# Guyana Britanică
Guyana Britanică (engleză British Guiana) este numele fostei colonii engleze, care era situată pe coasta de nord a Americii de Sud. Din anul 1966 după câștigarea independenței devine statul suveran Guyana.

## Istoric
Colonia a luat naștere la începtul secolului XVII o dată cu sosirea coloniștilor olandezi, în regiunea râulurilor Pomeroon, Essequibo și Berbice. Începând cu anul 1745 va avea loc pe cursul lui Demerara, și Essequibo, o cultivare intensă a plantelor care din secolul XVIII va avea pe valea lui Demerara o pondere deosebită. Împreună cu Surinam, Guyana va fi numită în trecut Guyana Olandeză. Teritoriu care pe la sfârșitul secolului XVIII va fi luat și împărțit între Franța și Marea Britanie.
După Războaiele Revoluției Franceze, prin tratatul britano-olandez din 1814, coloniile Essequibo, Demerara și Berbice, ajung în posesia Marii Britanii. La data de 21 iulie 1831 aceste trei colonii au fost unite luând naștere Guyana britanică. După anul 1834 când a fost abolit sclavagismul, enlezii aduc din anul 1838, pe plantajele cu trestie de zahăr muncitori cu contract din India Britanică. În anul 1928 Guyana britanică, devine colonie a coroanei britanice. Prin anul 1953, pentru a împiedica formarea unui regim comunist sub conducerea soților Janet și Cheddi Jagan, are loc o intevenție militară britanică. Guyana britanică va deveni stat independent la data de 26 mai 1966 și la 23 februarie 1970 va fi declarată republică.